# España en los Juegos Olímpicos de Sapporo 1972
España estuvo representada en los Juegos Olímpicos de Sapporo 1972 por una delegación de 3 deportistas (dos hombres y una mujer) que participaron en un deporte: esquí alpino. El portador de la bandera en la ceremonia de apertura fue el esquiador Francisco Fernández Ochoa.
Responsable del equipo olímpico fue el Comité Olímpico Español (COE). El equipo nacional obtuvo en esta edición su primera medalla en unos Juegos Olímpicos de Invierno: el primer puesto, medalla de oro y campeón olímpico, de Francisco Fernández Ochoa en la prueba de eslalon.

## Medallas
El equipo olímpico español consiguió durante los Juegos las siguientes medallas:
| Nombre                    | Deporte      | Competición      | Fecha         |
| ------------------------- | ------------ | ---------------- | ------------- |
| Oro                       |              |                  |               |
| Francisco Fernández Ochoa | Esquí alpino | Eslalon especial | 13 de febrero |
| Plata                     |              |                  |               |
| —                         |              |                  |               |
| Bronce                    |              |                  |               |
| —                         |              |                  |               |

### Por deporte
| Evento       | Oro | Plata | Bronce | Total |
| ------------ | --- | ----- | ------ | ----- |
| Esquí alpino | 1   | 0     | 0      | 1     |
| TOTAL        | 1   | 0     | 0      | 1     |